# Пасанан-і-Бальталь
Пасанан-і-Бальталь — муніципалітет в комарці Конка-да-Барбара (Каталонія, Іспанія).
Він включає поселення Пассанант, Бальталь, Глорієта, Ла-Сала-де-Комалац, Ла-Побла-де-Ферран і Ель-Фоноль.
Муніципалітет був відомий як Пассанант до 2005 року, коли його змінили, оскільки, хоча ратуша залишилася в Пассананті, 

Попередня назва муніципалітету — Пассанант. У 2005 році отримав сучасну назву, тому що село Бальталь також має велике значення.

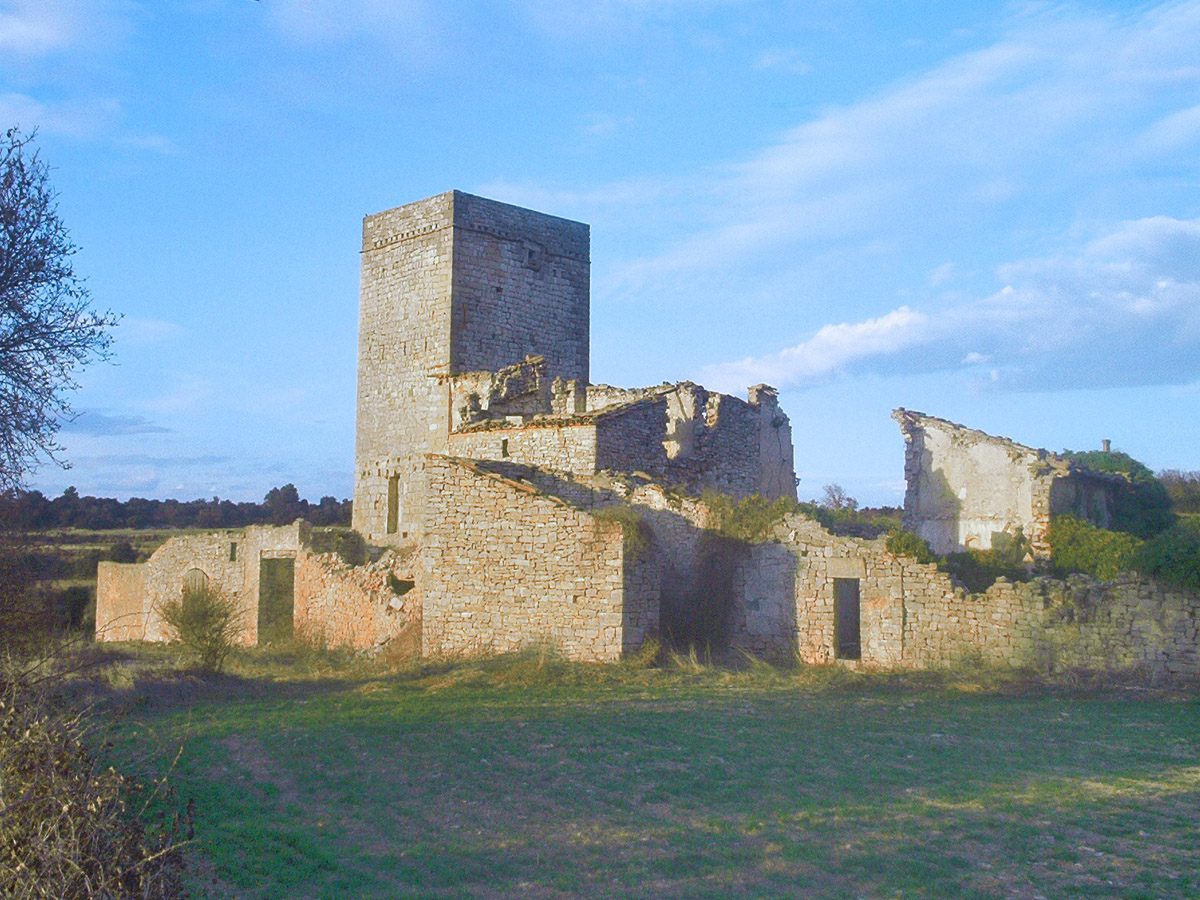
Замок у Ла Сала де Комалац, невеликому поселенні в муніципалітеті